# Övernaturlig
Övernaturliga (övervärldsliga, utomvärldsliga) fenomen är sådana som inte kan undersökas med empiriska metoder, eller där vetenskapliga undersökningar inte ger något tydligt svar. Övernaturlighet omfattar paranormala fenomen (psi) som extrasensorisk perception (ESP), psykokinesi, levitation, medvetandets överlevande efter döden (livet efter detta), folktro (tomtar, vättar, troll, skogsrået, näcken) samt det mesta av de inslag som finns i spiritism, mystik, ockultism, religioner (gudar, änglar, demoner, avatarer och så vidare). Flera av dessa går dock att undersöka empiriskt (ESP, levitation, tomtar, vättar, troll, näcken, skogsrået bland annat), vilket medför att de inte kan vara övernaturliga.
Tron på en transcendent gud är detsamma som tron på en övernaturlig gudom – en Gud som inte kan förstås av människan och vars existens varken kan bevisas eller motbevisas av vetenskapen. Det som inte kan studeras av vetenskapen hör till den religiösa eller metafysiska sfären. Teoribildningar som hävdar att övernaturliga fenomen kan ha vetenskapliga förklaringar är pseudovetenskapliga så länge inga empiriska bevis börjar presenteras, men det finns pseudovetenskapliga inslag även i psykologi, sociologi, nationalekonomi och andra samhällsvetenskaper.[källa behövs]
Väldokumenterade fenomen som saknar vetenskaplig förklaring kallas anomalier. Men eftersom anomalier kan verifieras med objektiva empiriska metoder är de inte övernaturliga.